# Banco de carpintero

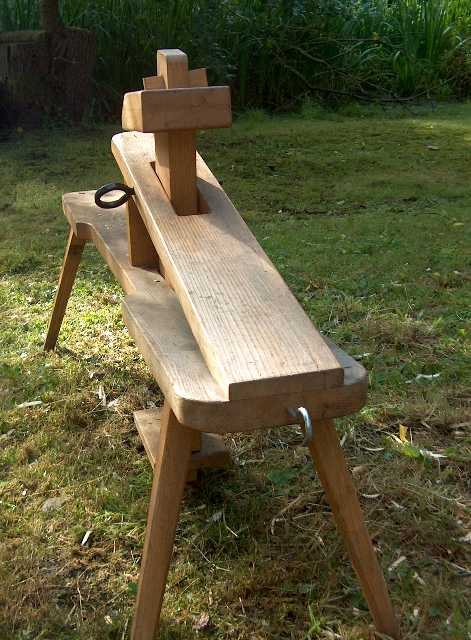
Banco de carpintero.

Un banco de carpintero es una combinación de un tornillo de banco y un banco de trabajo, utilizado para la talla de madera. Entre los usos típicos del banco de carpintero se encuentran conformar un perfil redondo sobre un trozo de madera que inicialmente es cuadrangular, como por ejemplo una pata para una silla o para preparar una pieza para el torno. Se los utiliza en tareas de tonelería y arquería.

## Funcionamiento

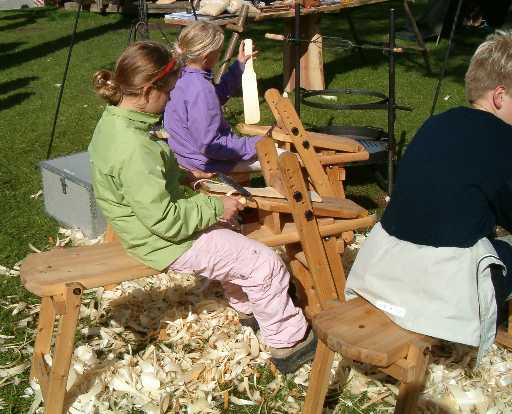
Uso de bancos de carpintero.

Generalmente se utiliza el banco de carpintero para preparar una pieza de madera antes de montarla en un torno, para obtener un trozo de madera con una forma aproximadamente redondeada.
Tal como sugiere la palabra "banco", la persona se sienta a horcajadas del banco. La traba es activada por la persona empujando con sus pies sobre una barra en la parte baja. Dicha traba mantiene fija a la madera mientras se la trabaja con por ejemplo un bastren o argallera.